# Super Aguri SA06
Super Aguri SA06 byl druhým vozem formule 1 týmu Super Aguri F1, který se účastnil mistrovství světa v roce 2006. Monopost začal závodit až od Grand Prix Německa.

## Super Aguri
- Model:  Super Aguri SA06
- Rok výroby: 2006
- Země původu: Japonsko
- Konstruktér: Peter McCool
- Debut v F1: Grand Prix Německa 2006

## Technická data
- Délka: 4 666 mm
- Šířka: 1 800 mm
- Výška: 950 mm
- Váha: 605 kg (včetně pilota, vody a oleje)
- Rozchod kol vpředu: 1472 mm
- Rozchod kol vzadu: 1422 mm
- Rozvor: 3 090 mm
- Převodovka: SAF1 7stupňová poloautomatická sekvenční s elektronickou kontrolou.
- Tlumiče: Ohlins
- Brzdy: AP racing
- Motor: Honda RA806E
  - V8 90°
  - Objem: 2400 cm³
  - Výkon: >700cv/>18 500 otáček
  - Ventily: 32
  - Mazivo: Eneos
  - Palivo: Eneos
  - Vstřikování: Honda PGM-FI
  - Palivový systém: Honda PGM-IG
- Pneumatiky: Bridgestone

## Piloti
- Takuma Sató - 23. místo 2006 (0 bodů)
- Sakon Jamamoto - 26. místo 2006 (0 bodů)

## Statistika
- 7 Grand Prix
- 0 vítězství
- 0 pole positions
- 0 nejrychlejších kol
- 0 bodů
- 0 x podium
- 0 x 0. řada
- Počet kol v čele závodu : 0 kol
- Počet km v čele závodu: 0 km

## Výsledky v sezoně 2006
| Rok  | Tým         | Motor               | Pneu | Jezdci         | 1   | 2   | 3   | 4   | 5   | 6   | 7   | 8   | 9   | 10  | 11  | 12  | 13  | 14  | 15  | 16  | 17  | 18  | Body | Umístění |
| ---- | ----------- | ------------------- | ---- | -------------- | --- | --- | --- | --- | --- | --- | --- | --- | --- | --- | --- | --- | --- | --- | --- | --- | --- | --- | ---- | -------- |
| 2006 | Super Aguri | Honda RA806E 2.4 V8 | B    |                | BAH | MAL | AUS | SMR | EUR | ESP | MON | GBR | KAN | USA | FRA | GER | HUN | TUR | ITA | CHN | JPN | BRA | 0    | 0        |
| 2006 | Super Aguri | Honda RA806E 2.4 V8 | B    | Takuma Sató    |     |     |     |     |     |     |     |     |     |     |     | Ret | 13  | NC  | 16  | DSQ | 15  | 10  | 0    | 0        |
| 2006 | Super Aguri | Honda RA806E 2.4 V8 | B    | Sakon Jamamoto |     |     |     |     |     |     |     |     |     |     |     | Ret | Ret | Ret | Ret | 16  | 17  | 16  | 0    | 0        |